# 베르쿠트 (우크라이나)

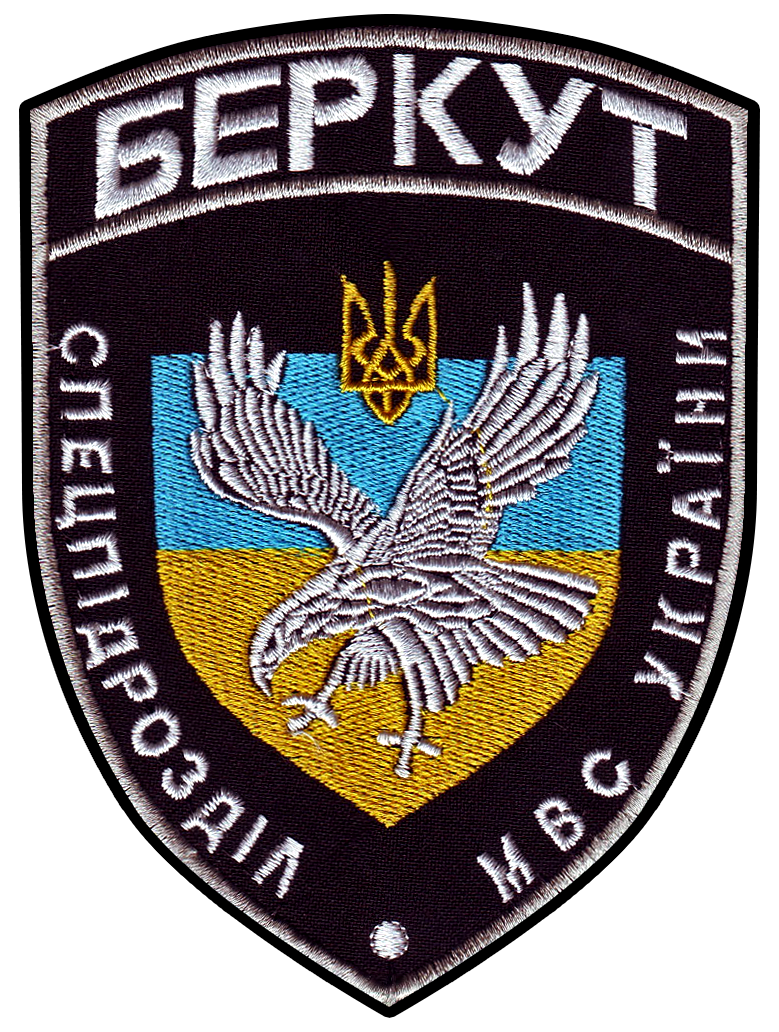
베르쿠트의 엠블럼

베르쿠트(우크라이나어: Бе́ркут)는 1992년부터 2014년 사이에 있어서 우크라이나 내무부에 소속된 밀리치야의 특종경찰(特種警察, Special police)부대였다. 현재 베르쿠트의 크림 공화국 지역 인원은 2014년 3월 말 이래 러시아 내무부 산하(傘下)에 흡수되어 옛 이름을 유지하고 있다. 크림반도에서의 베르쿠트 대원의 숫자는 약 400명이다.
2014년 우크라이나 혁명(유로마이단)의 결과로 베르쿠트는 과도정부에 의해 100명에 가까운 민간인의 사망에 대한 책임이 있다고 규정되었고, 2월 25일 우크라이나 과도정부의 내무장관 아르센 아바코프에 의해 본 조직의 해체령이 발포되었다. 러시아 연방 외무부는 2월 28일, 베르쿠트 대원들에게 러시아 여권을 서둘러 발급하는 조치를 취할 것을 심페로폴 주재 총영사관에 전달했으며, 내무부는 러시아에 오는 베르쿠트 대원들에 대해 크림반도 경찰이 채용할 준비가 되어 있음을 밝혔다. 같은 날, 크림 자치 공화국 정부는 자치 공화국에서 자체적인 베르쿠트 조직을 창설하였다고 밝혔다.
2014년 크림반도 위기와 크림반도 주민투표의 결과 2014년 3월 21일 러시아 연방이 크림 자치 공화국과 세바스토폴을 인수하였고,A사흘 뒤 러시아 정부는 크림반도 내의 베르쿠트 인원이 그 이름을 유지하며 그 소속도 러시아 내무부로 흡수되었다고 밝혔다.

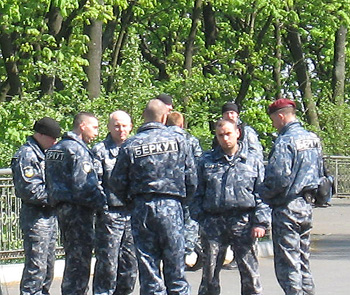
베르쿠트 대원들, 2007년.

베르쿠트라는 이름은 우크라이나어로 검독수리 또는 Aquila chrysaetos를 의미한다. 그것은 소비에트 연방 시대 OMON의 우크라이나 지부의 승계자였다. 처음에는 조직범죄와 투쟁하기 위해 운용되었으나, 이후 베르쿠트는 공안기능을 위한 밀리치야(경찰)로 운용되었다.

## 같이 보기
- 러시아 국민위병